# Gowri Parvati Bayi
Gowri Parvati Bayi, född 1802, död 1853, var en indisk regent.  Hon var Travancores regent under sin systerson Swathi Thirunal Rama Varmas omyndighet 1815-1829. 
Hon var dotter till Kilimanoor Koyi Thampuran och Bharani Thirunal Parvathy Bayi och systerdotter till Avittom Thirunal Balarama Varma av Tracancore.  Hon var syster till Gowri Lakshmi Bayi.  När hennes syster avled 1815, övertog hon som den äldsta kvarvarande medlemmen av dynastin regentskapet under sin systersons omyndighet. Hon beskrivs som en framgångsrik regent. 